# Henry Babel
Pour les articles homonymes, voir Babel.
Henry Babel, né à Genève le 26 avril 1923 et mort le 15 février 2019, est un théologien, pasteur protestant et artiste peintre suisse.

## Biographie
Après des études de théologie à l'université de Genève au début des années 1940, il part étudier à l'Université de Cambridge, puis part en Afrique où il rencontre notamment le médecin et théologien Albert Schweitzer. Dans le cadre professionnel, il voyage également en Irlande, aux Pays-Bas et en Chine.  
En 1962, il est élu, après cinq ans de débats (à cause de son attachement à un protestantisme libéral), à la chaire de la cathédrale Saint-Pierre de Genève. En 1967, il publie La théologie de l’énergie, un essai qui, outre de poser les bases d'une vision du concept du divin sous l'angle de la théorie de la relativité (où Dieu est essentiellement identifié en tant qu'Énergie au sens où l'a posé Albert Einstein en mathématiques), insiste sur le dialogue nécessaire entre science et spiritualité. En 1968 il fonde le Comité consultatif des religions de Genève, qui travaille sur l'interreligieux. Il est pasteur titulaire de la cathédrale jusqu'en 1997.
Il est également aquarelliste et l'auteur d'une trentaine de publications sur la religion ou l'histoire de Genève.

## Ouvrages
- Croire et comprendre. Genève : Slatkine, 2012
- Jean Calvin et notre temps : actualité de la Réforme., Genève, G. Naef, 2009
- Aux armes Genève: [une vision d'avenir]. Genève : G. Naef, 2007
- Le protestantisme : de la Réforme d'hier à celle d'aujourd'hui et de demain., Genève, Slatkine, 2005
- Dieu dans l'univers d'Einstein : l'autre manière de croire., Genève, Ramsay, Paris 2005 et Naef, 2005
- L'épopée de Genève: grandeur du passé, vision d'avenir. Genève : Slatkine, 2002
- La vérité sur Genève : esquisse d'une philosophie de l'histoire de Genève. Genève : Slatkine, 1996
- Ma vision du monde. Genève : Slatkine,1994
- Ma vie de pasteur. Genève : Ed. Henry Babel, 1986 [Vol. I-lll]
- Pourquoi Genève adopta la Réforme : hier, aujourd'hui, demain. Genève : H. Babel, Roto-Sadag, 1986
- Calvin et la Réforme. Paris : Berger-Levrault ; Genève : La joie de lire, 1986
- The Reformation : many men with one idea. Geneva : Foundation of Les clefs de Saint-Pierre, 1985
- Cet avenir qui nous attend : le contrat de l'espoir. Genève : Tribune Editions, 1982
- Les quatre hommes qui ont fait Genève : de Calvin à Bèze et de Rousseau à Dunant. Genève : Tribune Editions, 1981
- Calvin expliqué par l'un de ses successeurs. Vaillanueva de Sijena : Instituto de estudios sijenenses "Miguel Servet", 1980
- Jean-Jacques Rousseau et notre temps., Genève, Kundig, 1978
- La force de vivre. Genève : Kundig, 1977
- Calvin : le pour et le contre. Genève, Kunding, 1976
- Le secret des grandes religions : futurologie de la religion. Neuchâtel : A la Baconnière, 1975
- Les chances de la vie. Neuchâtel : La Baconnière, 1973
- Schweitzer tel qu'il fut, Boudry-Neuchâtel, À la Baconnière, 1970
- La religion à l'aube d'une ère nouvelle. Neuchâtel : A la Baconnière, 1969
- Théologie de l'énergie : explication scientifique de la religion, Pailly, Ed. du Madrier, 1967
- Ce qu'on croira demain. Boudry : La Baconnière, 1965
- La vie authentique de Jésus. Genève : Ed. du Protestant, 1961
- La base du monde qui vient. Genève : Ed. Jeheber, 1958
- La prière dans le monde moderne. Utrecht : [s.n.], 1957
- La pensée d'Albert Schweizer : sa signification pour la théologie et la philosophie contemporaines. Neuchâtel : H. Messeiller, [1954]
- Que pense Albert Schweitzer ? : introduction à la pensée du docteur de Lambaréné. Genève [...] : Jeheber, 1953
- Jésus devant l'histoire. Ambilly-Annemasse : Ed. Franco-Suisses, 1948